# Багникувате (потік)
Багникувате, Багникуватий — гірський потік в Україні у Стрийському районі Львівської області. Лівий доплив річки Цигла (басейн Дністра).

## Опис
Довжина потоку приблизно 6,22 км, найкоротша відстань між витоком і гирлом — 5,24  км, коефіцієнт звивистості річки — 1,19 . Формується багатьма гірськими потоками.

## Розташування
Бере початок на західних схилах гори Багна (951,8 м). Тече переважно на північний захід понад горою Татарівкою (1148,7 м) мішаним лісом і у селі Либохора впадає у річку Циглу, праву притоку річки Опору.